# Adiatorix
Adiatorix (altgriechisch Ἀδιατόριξ; † 29 v. Chr. in Rom) war ein Fürst der Galater.
Adiatorix war ein Sohn des Domnekleios (oder Domnilaos, † 48 v. Chr.), des Tetrarchen des galatischen Stammes der Tosioper. Laut Cicero war er 50 v. Chr. ein Geschäftspartner von Marcus Caelius Rufus, mit dessen Agenten Diogenes und Philon er in Pessinus zusammenkam. Dies ist zugleich die erste Erwähnung des Adiatorix in den erhaltenen antiken Quellen. Die von manchen Forschern aus diesem Zeugnis gezogene Folgerung, dass Adiatorix Hohepriester von Pessinus gewesen sei, ist nicht zwingend.
Vom Triumvirn Marcus Antonius erhielt Adiatorix um 41 v. Chr. die Herrschaft über den griechischen Teil der kleinasiatischen Stadt Herakleia Pontike anvertraut. Er ließ kurz vor der Schlacht bei Actium (2. September 31 v. Chr.) alle römischen Kolonisten von Herakleia Pontike ermorden. Nach seinem endgültigen Sieg über Antonius ließ Augustus den Adiatorix als Gefangenen in seinem Triumphzug (August 29 v. Chr.) aufführen. Danach wurde Adiatorix mit seinem jüngeren, namentlich unbekannten Sohn auf Befehl des Princeps in Rom hingerichtet, sein älterer Sohn Dyteutos hingegen wurde nach dem Tod des von Augustus geförderten ehemaligen Räuberhäuptlings Kleon zum Priesterfürsten der Göttin Ma in Komana Pontika ernannt.